# 小斑背潛鴨
，是一種產於北美的小型雁鴨科潛鴨屬鳥類，冬天會向南遷徙到中美洲。本種與斑背潛鴨（A. marila）關係接近，兩者同屬於一個複合種
。

## 描述
成鴨體長為38—48 cm（15—19英寸），平均體長約為41.7—43 cm（16.4—16.9英寸）。體重在454—1,089 g（1.001—2.401磅）之間；雄鴨平均體重約為820 g（1.81磅）。翅膀長度（非翼展）雄鴨約為7.5—7.9英寸（19—20 cm），雌鴨則為7.3—7.8英寸（19—20 cm）；跗骨長度約為1.4—1.5英寸（3.6—3.8 cm），喙長1.4—1.7英寸（3.6—4.3 cm），翼展為 68—78 cm（27—31英寸）。
成年雄性的繁殖羽有一個黑色的頭部，略帶彩虹光澤，後面有一小簇頭羽。胸部為黑色，背部灰白色 。翅膀外圍為黑色，帶有深色漣紋，內側的主要飛行羽則為灰棕色。身體下半部是白色的，側面有一些橄欖色的漣紋，尾羽和尾下覆羽則是黑色的。
成年雌鴨在喙的基部有一白色條帶，耳朵區域顏色通常較淺。整體為深褐色，漸次轉為中腹部的白色。
雄鴨的蝕羽（eclipse plumage），即非繁殖羽外觀變化不大，但頭部和胸部非常黑，頭部很少或沒有白色，翅膀上常有一些灰色的漣狀紋。未成熟的幼鳥外表與雌鴨相似，但顏色較為暗淡，喙的基部也幾乎沒有任何白色帶。雌雄鴨皆有白色的第二飛行羽，藍灰色的喙，一個黑色的“釘子”在尖端，和灰色的腳；雄鴨的虹膜為明亮的黃色，雌鴨呈橙色或琥珀色，未成熟的幼鳥則呈棕色。